# Међународни конкурс за фоторепортере у знак сећања на Андреја Стењина
Међународни конкурс за фоторепортере у знак сећања на Андреја Стењина је годишњи конкурс за младе фоторепортере старости од 18 до 33 године. Утврдила га је 22. децембра 2014. године МИА ”Росија севодња” под окриљем Комисије РФ за послове Унеска. Конкурс носи име Андреја Стењина, специјалног фоторепортера агенције који је погинуо приликом обављања службене дужности на југоистоку Украјине. 
Циљ конкурса је подршка младим фотографима и скретање пажње јавности на задатке савременог репортерског новинарства. То је једина платформа у Русији која подржава младе фотографе и открива њихова имена свету.
2017. године на конкурс који се одржава трећу годину за редом стигло је оо 5000 радова из рекордног броја земаља - 76. Егзибициона турнеја победничких радова по разним земљама света постала је саставнио део конкурса. 2015. и 2016. године изложба победничких радова са Стењиновог конкурса била је приказана у Кејптауну, Истанбулу, Тел Авиву, Каиру, Берлину, Шангају, Будимпешти, Риму и другим градовима. Конкурс који носи име Андреја Стењина не само да открива публици разних земаља нова имена у фотографији, он пружа и могућност најбољим фотографима света да стекну нову публику и да остваре повратну везу са њом. Новости конкурса прате, изложбе су жељно очекиване. Изложбена турнеја 2017. године обухватила је Атину, Мадрид, Истанбул, Шангај, Варшаву, Мексико, Јоханезбург, Кејптаун, Бејрут, Будимпешту.
Пријаве за конкурс примају се сваке године од 22. децембра, на рођендан Андреја Стењина.

## Основни критеријуми за номинацију
Учесници конкурса могу да буду фоторепортери од 18 до 33 године старости. У свакој номинацији се додељује награда за 1, 2. и 3 место за појединачну фотографију и 1, 2. и 3. место за циклус фотографија. Поред тога, поједини радови могу да буду награђени специјалним наградама жирија. Један од учесника ужег избора добија Гран-При конкурса. Добитник Гран-Прија се проглашава на званичној церемонији награђивања победника конкурса.За 2018. годину проглашене су следеће номинације:

### Главне вести
Главну тему радова у тој номинацији чине важни догађаји из живота појединих личности и земаља у целини: водећи политички и друштвени догађаји; сижеи из зона бојевих дејстава и са места погођених елементарним непогодама; одлучујући су моменти у животу људи.

### Спорт
У датој номинацији учествују радови на којима су забележени тренуци из спортског живота: победни узлети спортиста и драматизам спортских пораза; свакодневни тренинзи; лепота спортских такмичења.

### Моја планета
Ова номинација отворена је за радове који одражавају разнобојну палету тема и ликова са свих континената земљине кугле. Задатак аутора је да прикаже свакодневни животни калеидоскоп у његовој непролазној хармонији и лепоти, објединивши сижее из свакодневног живота људи: ритам мегаполиса и провинцијалних градова; слике природе; етнографске и религиозне празнике.

### Портрет. Јунак нашег доба
У дату номинацију спадају индивидуални или групни портрети људи. Фотографије могу да буду како документарне, тако и студијске. Одређујуће у датој номинацији је умеће аутора да разоткрије унутрашњи свет својих јунака, да изрази њихова душевна својства и карактер преко специфике спољног изгледа у целини.

## Жири
У саставу жирија су светски признати доајени фотографије, познати по својој способности да на посматрају свет из различитих углова.

### Састав жирија 2015. године
- Андреј Поликанов, директор фото-службе часописа "Русски репортер";
- Григориј Дукор, главни уредник фото-службе агенције Reuters в Росији и земљама ЗНД;
- Наталија Ударцева, руски новинар, уредник фотографије, члан Савеза фотографа Русије;
- Владимир Вјаткин, роски фотограф, академик Међународног Удружења медијских фотографа, шестоструки добиник и троструки члан међународног жирија World Press Photo;
- Атила Ду́рак (Attila Durak), турски фотограф. Суоснивач и координатор фестивала Fotoİstanbul;
- Тимоти Фадек (Timothy Fadek), амерички фоторепортер;
- Џејсон Ескенази (Jason Eskenazi), амерички фотограф.

### Састав жирија 2016. године
- Рут Ајхорн, уредник фотографије часописа GEO (Немачка);
- Дениc Пекуин, заменик директора фото-службе агенције Асошијетед прес (Associated Press) (САД);
- Чжен Веј, заменик директора департмана фотоинформисања новинске агенције «Синхуа» (Кина);
- Јуриј Козирев, руски фоторепортер, вишеструки победник World Press Photo;
- Ирина Чмирева, руски историчар уметности, старији научни сарадник Института теорије и историје уметности Руске академије уметности (РАУ) (Русија);
- Ксенија Никољскаја, руски фотограф, член Савеза уметника Росије (Русија);
- Алдо Мендичи, италијански фотограф, организатор образовних курсева и семинара;
- Валериј Мељников, cпецијални фоторепортер МИА „Росија севодња“.

### Састав жирија 2017. године
- Андреас Трамп,директор фотографије часописа «Штерн» (Немачка);
- Јан Лендсберг, уредник фотографије медијске групе Independent Media ЈАР;
- Ариана Риналдо, уметнички директор међдународного фестивала Cortona On The Move (Италија);
- Наталија Григорјева-Литвинска, главни координатор и оснивач Центра фотографије ”Браћа Лимијер” (Русија);
- Владимир Песња, фоторепортер МИА «Россија сегодња», победник престижног светског фото конкурса World Press Photo (Русија);
- Чен Цивеј, председник листа Xinmin Evening News и руководлац новинских и дигиталних медија Уједињене Шангајске медијске групе (Кина);
- Варвара Гладка, уредник фотографије, предавач фотографије Школе визуелних уметности (Русија).

### Састав жирија 2018. године
- Ана Зекрија, оснивач и директор независне руске фотоагенције SALT IMAGES (Русија);
- Младен Антонов, специјални фоторепортер агенције Франс-Прес (AFP) в Москви (Француска);
- Арсига Авила, заменик директора фото-службе информационе агенције Notimex Хорхе (Мексико);
- Павел Касин, директор Фото-службе ИД «Комерсант» (Русија);
- Ахмет Сел, фотограф, руководилац одељења фото и видео вести агенције Анадолу (Турска).

## Победници
Гран-при конкурса 2015. године освојила је Јелена Аносова (Русија) за циклус фотографија ”Одвајање” о женама у затвору. 
Гран–при конкурса 2016. године освојио је Данило Гарсија Ди Мео (Италија) за циклус фотографија о парализованој девојци ”Летиција. Историја невидљивог живота”. 
Гран-при конкурса в 2017. године освојио је Алехандро Мартинес Велес (Шпанија) за циклус фотографија ”Избеглице у Београду”.

## Занимљивости
Добитник Гран-Прија конкурса 2015. године Јелена Аносова је 2017. године добила најпознатију светску награду за фоторепортере – World Press Photo. 
Освајач златне медаље на конкурсу 2015 – 2017. године у номинацији ”Спорт” Алексеј Филипов је победио на међународном конкурсу новинских и спортских фотографија - Istanbul Photo Awards.
Гран–при конкурса 2016. године освојио је италијански фотограф Данило Гарсија Ди Мео за циклус фотографија о парализованој девојци Летицији. Прича у фотографијама је освојила жири и на крају је јунакиња циклуса први пут у животу отпутовала у иностранство, у Русију, где је своју причу испричала лично и надахнула многе који живе животом сличним њеном.
Победник 2016. године у номинацији ”Спорт” Владимир Астапкович је заузео прво место у годишњем међународном конкурсу фотографија International Photography Awards (IPA).